# Zeca Baleiro
Zeca Baleiro (echte naam Jose Ribamar; Arari, 11 april 1966) is een Braziliaans MPB artiest. Naast zijn solowerk heeft hij samengewerkt met gitarist Pedro Joia.
Zeca (kort voor Jose) Baleiro werd geboren in de staat Maranhão in het noordoosten van Brazilië. Hij studeerde landbouwwetenschap. Hij kreeg de bijnaam "Baleiro" ("de snoeper") omwille van zijn voorkeur voor zoetigheden.
Zijn eerste twee platen, Por Onde Andará Stephen Fry en Vô Imbolá behaalden beiden goud. In 2000 won hij een Latin Grammy Award voor het "beste pop album".

## Discografie
- Por Onde Andará Stephen Fry? (1997)
- Vô Imbolá (1999)
- Líricas (2000)
- PetShopMundoCão (2002)
- Raimundo Fagner e Zeca Baleiro (met Raimundo Fagner, 2003)
- Daqui prá lá, de lá prá cá, (2003)
- Perfil, 2003)
- Baladas do Asfalto e Outros Blues (2005)
- Baladas do Asfalto e Outros Blues - Ao Vivo (2006)
- Lado Z (2007)
- O Coração do Homem_Bomba Vol. 1 (2008)
- O Coração do Homem_Bomba Vol. 2 (2008)